# Heihachirō Tōgō

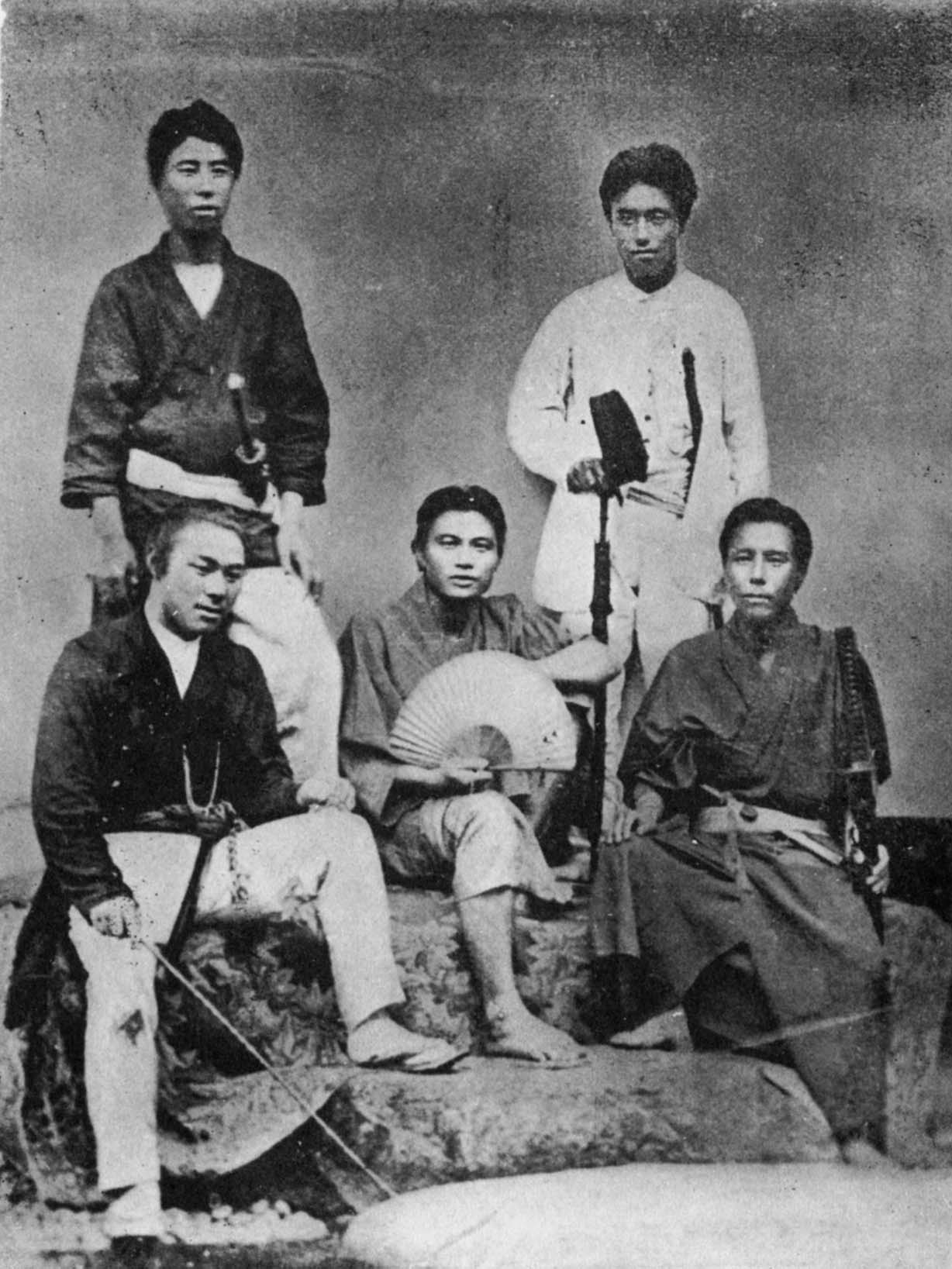
Oficerowie okrętu Kasuga, sierpień 1869. Oficer trzeciej klasy, Tōgō, ubrany na biało, stoi po prawej stronie

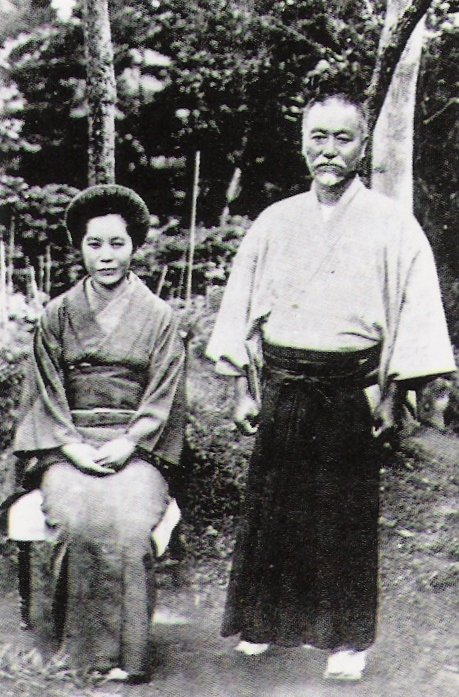
Admirał Tōgō i jego żona, Tetsu, 1913

Heihachirō Tōgō (jap. 東郷 平八郎 Tōgō Heihachirō; ur. 27 stycznia 1848 w Kagoshimie, zm. 30 maja 1934 w Tokio) – japoński admirał floty, markiz (jap. kōshaku), jeden z głównych autorów zwycięstwa w wojnie rosyjsko-japońskiej. Nazywany był „Nelsonem Wschodu”.

## Młodość
Tōgō urodził się w Kajiya-chō, jednym z dystryktów miasta Kagoshima, w prowincji Satsuma (obecnie prefektura Kagoshima). Jego ojciec był samurajem, służącym rodzinie Shimazu. Miał jeszcze trzech synów.
Kajiya-chō było regionem, w którym dorastało wiele późniejszych, wpływowych osobistości w okresie Meiji, takich jak Takamori Saigō czy Toshimichi Ōkubo. Ich znaczący status wynikał m.in. z mocnej pozycji rodziny Shimazu, która odgrywała dużą rolę polityczną i wojskową w walce przeciwko siogunatowi i o przywrócenie władzy cesarza.

## Rodzina Tokugawa (1863-1869)
Pierwsze wojenne doświadczenia Tōgō zdobywał w wieku 17 lat, podczas ostrzału Kagoshimy przez marynarkę brytyjską. Były to działania odwetowe za zamordowanie Charlesa Lennoxa Richardsona (tzw. incydent w Namamugi) oraz odmowę zapłaty odszkodowania przez daimyō prowincji Satsuma.
W następnym roku w Satsumie utworzono marynarkę, do której Tōgō i jego dwaj bracia postanowili się zaciągnąć. W styczniu 1868, w czasie tzw. wojny boshin, w której po przeciwnych stronach stały siły procesarskie i wojska sioguna Yoshinobu Tokugawy, Tōgō został zaokrętowany na wojenny parowiec bocznokołowy, „Kasuga”. Wziął na nim udział w bitwie pod Awa niedaleko Osaki, przeciwko flocie siogunatu – było to pierwsze starcie nowoczesnych flot parowych w historii Japonii. Wraz z rozprzestrzenieniem się konfliktu na północną część kraju, Tōgō, jako oficer trzeciej klasy, walczył na „Kasudze” w ostatnich bitwach z pozostałościami sił sioguna pod Miyako i Hakodate w 1869.

## Studia w Wielkiej Brytanii (1871-1878)
Jako kadet Tōgō studiował w szkole morskiej w Anglii w latach 1871–1878, razem z szesnastoma towarzyszami. Tōgō odwiedził wówczas Londyn, w tym czasie największe i najgęściej zaludnione miasto na świecie. Wszyscy Japończycy zostali wtedy rozdzieleni i przydzieleni do angielskich rodzin, tak aby nabrać angielskich manier i nauczyć się języka. Tōgō został wysłany do Plymouth. Następnie odbywał szkolenie na statku HMS „Worchester” (1872) w ramach nauki w The Thames Nautical Training College. Tōgō ukończył szkołę z drugim najlepszym wynikiem w swojej klasie. W 1875 jako prosty marynarz odbył podróż dookoła świata na statku szkoleniowym „Hampshire”. Później kontynuował studia w The Royal Naval Academy w Portsmouth i The Old Royal Naval College w Greenwich. Nadzorował wówczas także budowę japońskiego pancernika „Fuso” w stoczni braci Samuda. Ostatecznie wrócił do kraju 22 maja 1878 na nowo zbudowanej dla cesarskiej floty korwecie „Hiei”.

## Wojna chińsko-francuska(1884-1885)
Po powrocie do Japonii pełnił obowiązki m.in. dowódcy okrętów „Dai-ni Teibō” oraz „Amagi”. W czasie wojny francusko-chińskiej na pokładzie „Amagi” obserwował działania floty francuskiej, dowodzonej przez admirała Courbeta. Był także świadkiem walk Chińczyków z Francuzami na Tajwanie.

## Wojna chińsko-japońska (1894–1895)
W 1894, na początku wojny chińsko-japońskiej, Tōgō, jako kapitan krążownika „Naniwa”, zatopił brytyjski transportowiec „Kowshing”, który pozostawał w służbie marynarki chińskiej. Akcja ta wywołała konflikt dyplomatyczny pomiędzy Japonią a Wielką Brytanią, który został jednak załagodzony, gdyż statek przewoził kontrabandę (transportował chińskich żołnierzy do Korei), dlatego też jego zniszczenie było zgodne z prawem międzynarodowym.
Po zakończeniu wojny Tōgō pełnił funkcję dziekana szkoły morskiej, a później dowódcy floty.

## Wojna rosyjsko-japońska (1904-1905)
W 1903 minister marynarki, Gonnohyōe Yamamoto, mianował Tōgō głównodowodzącym połączonych sił floty cesarskiej. Nominacja ta zdziwiła wielu prominentów, łącznie z cesarzem, który chciał znać przyczyny jego mianowania. Yamamoto miał podobno powiedzieć, że „Tōgō jest człowiekiem obdarzonym wielkim szczęściem”.
W czasie wojny Tōgō pokonał rosyjską flotę w Port Artur w 1904 i w bitwie na Morzu Żółtym, a w 1905 zniszczył Flotę Bałtycką podczas bitwy pod Cuszimą, co wprawiło w zadziwienie międzynarodową opinię, która nie dawała większych szans małej Japonii w starciu z europejskim mocarstwem. Ta przełomowa bitwa przyczyniła się w dużym stopniu do pokonania Rosji na Dalekim Wschodzie, była także iskrą zapalną dla Rewolucji 1905.

## Ostatni okres
Później Tōgō był szefem Sztabu Generalnego Japońskiej Cesarskiej Marynarki Wojennej, nadano mu także tytuł hrabiego (jap. hakushaku). Został także członkiem Najwyższej Rady Wojennej. W 1913 otrzymał tytuł admirała floty.
W latach 1914–1924 wypełniał zaszczytne zadanie nauczania młodego księcia Hirohito, późniejszego cesarza Japonii.
7 sierpnia 1925 został odznaczony Wielką Wstęgą Orderu Odrodzenia Polski.
Tōgō zmarł 30 maja 1934 r. W 1940 r., sześć lat po śmierci wybudowano w Tokio poświęconą mu kaplicę.

## Kariera wojskowa
- kaigun-chūi (porucznik marynarki) – 3 lipca 1878
- kaigun-tai’i (kapitan marynarki) – 27 grudnia 1878
- kaigun-shōsa (komandor podporucznik) – 27 grudnia 1879
- kaigun-chūsa (komandor porucznik) – 20 czerwca 1885
- kaigun-taisa (komandor) – 10 lipca 1886
- kaigun-shōshō (kontradmirał) – 16 lutego 1895
- kaigun-chūjō (wiceadmirał) – 14 maja 1898
- kaigun-taishō (admirał) – 6 czerwca 1904
- gensui-kaigun-taishō (marszałek-admirał) – 21 kwietnia 1913